# Matsudaira Katamori
Matsudaira Katamori(松平容保), (15 de febrero de 1836 − 5 de diciembre de 1893) fue un samurái que vivió los últimos días del periodo Tokugawa y la primera mitad del período Meiji. Fue el 9.º daimyō del dominio Aizu y Comisionado militar en Kioto durante el periodo Bakumatsu. Durante la guerra Boshin, Katamori y el dominio Aizu enfrentaron las tropas del Gobierno Meiji, sufriendo una severa derrota. La vida de Katamori fue perdonada, convirtiéndose en abad del monasterio Tōshōgū. Junto con sus tres hermanos Sadaaki, Yoshikatsu, y Mochiharu, tuvieron muy importantes roles en la restauración Meiji siendo apodados los cuatro hermanos Takasu (Takasu yon-kyōdai, 高須四兄弟).

## Comienzos
Katamori nació en el distrito Yotsuya de Edo, el 15 de febrero de 1836, en el castillo del Dominio Takasu Fue el séptimo hijo de Matsudaira Yoshitatsu, daimyo de Takasu, y una de sus concubinas, mujer de la familia Komori cuyo nombre varios historiadores creen fue Chiyo (pero es más recordada por su nombre budista, Zenkyō-in.) Katamori, bautizado Keinosuke (銈之丞), llegó a adquirir un gran prestigio como parte de una familia del Clan Tokugawa y es adoptado por Matsudaira Katataka, el 8.º Señor del dominio de Aizu, por lo cual cambia uno de los caracteres de su nombre por uno de su padre adoptivo pasando a llamarse Katamori y casándose con Toshihime hija de Katataka en 1856. Es presentado al shogun regente, Tokugawa Ieyoshi, y antes del año de su adopción es investido con el título de Wakasa no Kami, (若狭守), que es tradicionalmente reservado para la casa de Aizu. Interesado por la educación de Katamori, Katataka lo envía a Aizu, donde se disponía de una prestigiosa escuela, Nisshinkan.

### Sucesión y herencia
Luego del fallecimiento de Katataka en 1852, Katamori lo sucede como cabeza de la familia a la edad de 18 años. Como 9.º daimyo, ostenta el título de Higo no Kami (肥後守), que se otorga por tradición al daimyo del Aizu-han. Recibe también el título adicional de Sakonnoe-gon-shōshō (左近衛権少将; comandante general de la Guardia) de la corte Imperial, y formalmente agradece al emperador ese año.

### Katamori y la misión Perry
En los primeros años de su liderazgo llega el Comodoro Matthew C. Perry con el "American East India Squadron" a la Bahía de Edo y demanda la apertura de Japón al comercio. El Shogunato moviliza una masiva cantidad de hombres y embarcaciones y Aizu, se convierte en enclave importante, siendo el responsable de proveer seguridad a las áreas costeras de las provincias de Kazusa y Awa.

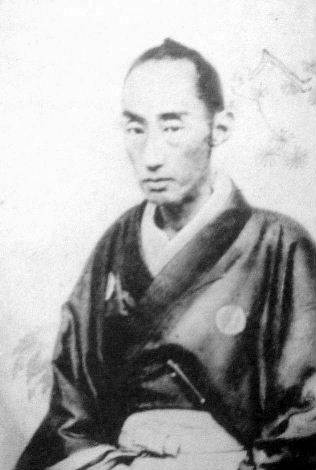

## Carrera de Comisionado Militar de Kioto

### Precedentes
En 1862, las máximas figuras del Shogunato Tokugawa habían creado el puesto de Kyoto Shugoshoku (Comisionado Militar en Kioto), con el propósito de mantener el orden público en la ciudad, que estaba bajo la influencia de los militantes del Sonnō Jōi Previamente, el Kyoto shoshidai (京都所司代) supervisaba el área de Kyoto-Osaka como representante del Shōgun. Sin embargo como los magistrados de la ciudad fueron incapaces de mantener la seguridad pública se impuso al Shugoshoku que podía usar la fuerza militar. Luego de mucho deliberar, la elección para el Shugoshoku caía entre dos dominios : Echizen y Aizu. Echizen Matsudaira Yoshinaga ya tenía el puesto de Presidente de Cuestiones Políticas (政治総裁職; seiji sōsai-shoku), por lo cual se elige a Matsudaira Katamori. Como Katamori estaba enfermo, el consejero del Dominio de Aizu en Edo Yokoyama Tsunenori fue enviado al Castillo de Edo en su lugar solicitando ser excusados de la asignación. 

"Como esta es una orden shogunal, no tenemos otra opción que aceptar. Ya que, nuestro dominio fundado por el Señor Masayuki tiene la norma de obediencia en el código de la casa. Sin embargo nuestro Señor Katamori es todavía muy joven, y nuestra gente es del norte y no está familiarizada con las condiciones de la capital. Si aceptamos esta asignación sin cuestionamientos, la posibilidad que todo salga bien es de uno en diez mil, es claro que el dominio de Aizu no puede afrontar esto solo. Por ello queremos considerarlo cuidadosamente."

—Yokoyama Tunenori.

 El Bakufu no estaba dispuesto a aceptar que se reusara y Matsudaira Yoshinaga se dirigió personalmente al Castillo de Tsuruga para hablarle a Katamori invocando el pasado de Aizu al servicio del shogunato: 

"Si [el fundador] Señor Masayuki estuviera vivo, ¡aceptaría sin dudarlo ni un segundo!"

—Matsudaira Yoshinaga.

 Los rumores que Katamori se negaría a pesar de todo a la asignación obligan a Katamori a responder: 

"Si el pueblo habla de esta manera es una vergüenza para nuestro dominio. No hay forma de explicar esto a las generaciones de Señores de Aizu que me precedieron. No tengo otra opción más que aceptar." 

—Matsudaira Katamori.

### Disenso, preparación, y llegada a Kioto
Las noticias de la aceptación de Katamori llegan rápidamente a Aizu y los dos consejeros del Dominio, Saigo Tanomo y Tanaka Tosa, se oponen a su posición, no solo por las razones por las que Katamori inicialmente se oponía, sino sobre todo por razones políticas y financieras: Aizu, había sido recientemente asignado a la defensa de la Bahía de Edo y como supervisor del este de Ezo (Hokkaidō) y ello era extremadamente costoso, amenazando con la ruina financiera al dominio. Los dos hombres intentaron desde Aizu disuadir a su Señor de aceptar la asignación. Saigo, apeló al dicho chino citado en el Huai nan-tzu, de no "tratar de apagar el fuego mientras se transporta madera". Pero, para salvaguardar la reputación de Aizu, y evitar enfrentar a figuras como Tokugawa Yoshinobu y Matsudaira Yoshinaga, Katamori acepta. Sus palabras citadas por Yokoyama (y otros) muestran su actitud: 

"lo que debemos hacer, lo hacemos. Y estaremos preparados para nuestra lápida en Kioto."

—Matsudaira Katamori.

El 23 de septiembre de 1862, Katamori se dirige al Castillo Edo y se le presenta su asignación y recompensa, un salario de 50,000 koku al año, 30 000 ryō para cubrir los gastos de viáticos, y la promoción al 4.º grado de rango en la corte (正四位下, shō-shi'i-ge). Para lograr su asignación cambia y reasigna personal Nagai Naoyuki como Magistrado de la ciudad, Makino Tadayuki, Señor del dominio de Nagaoka Kyoto Shoshidai, mientras Chūjō Nobunori es nombrado como asistente de Katamori en protocolo. Luego de unos meses de preparación abandona Edo el 27 de enero de 1863 al frente de cientos de fuertes soldados de Aizu. Llega a Kioto el 11 de febrero y se dirige primero al templo Honzenji, cambiado a las ropas de la corte se dirige a la residencia del Regente Imperial Konoe Tadahiro y presenta sus respetos. Luego se residencia en el este de la ciudad, en el templo Konkaikōmyōji, área Kurotani. Inmediatamente a su arribo Katamori es formalmente recibido por la Corte, encontrándose con el regente Konoe y sus consejeros Ono Gonnojō y Komori Ikkan.

### Dificultades
La primera dificultad que Katamori debe resolver es la poca familiaridad de los locales con Aizu y su habilidad de hacer bien el trabajo. Sin embargo los nobles de la corte estaban contentos de su arribo, y ponían grandes esperanzas en el como agente del kōbu-gattai (公武合体) movimiento para promover una renovada cooperación entre la Corte y el Shogunato. Para cumplir con los objetivos planteados, Katamori usa las unidades de patrulla callejera, muchas de ellas puestas por sus propios subordinados, pero otros con samuráis sin Señor como el Shinsengumi. Katamori toma el rol de protector de Kioto (y la Corte) muy seriamente, y es fundamental su papel en el golpe de Estado de septiembre 30 (o el de agosto 18), y el incidente de las Puertas Olvidadas (禁門の変, Kinmon no Hen), en los cuales estaban envueltos aliados de las fuerzas del dominio bajo el comando del Shogunato (incluido el han Aizu) en contra de hombres de Chōshū han. Durante las Expediciones Choshu, abogó por una línea dura contra el dominio, lo que creó la animosidad entre Katamori y Aizu con el dominio de Chōshū.
Katamori actúa como shugoshoku desde 1862 hasta 1864; y vuelve nuevamente entre 1864 y 1868.

## La guerra Boshin
Katamori buscó soluciones pacíficas luego de la Batalla de Toba-Fushimi, disculpándose ante el tribunal Imperial muchas veces, y aún formalmente presentando una carta de sumisión al Príncipe Kitashirakawa Yoshihisa (Rinnoji no Miya Yoshihisa), pero los miembros del nuevo gobierno Meiji se rehúsan a escucharlo, porque ese gobierno estaba formado principalmente por miembros del clan Chōshū y del Satsuma, quienes resentian de Katamori. Mientras tanto el Ōuetsu Reppan Dōmei que comprendía la mayor parte de los dominios del norte de Japón, apoyaban a Katamori, pero serían derrotados en la batalla de Aizu. Sin embargo luego de la derrota y luego de años de arresto domiciliario en Tokio, la vida de Katamori es respetada y se convierte en abad de Nikkō Tōshō-gū.

## Fallecimiento y herencia

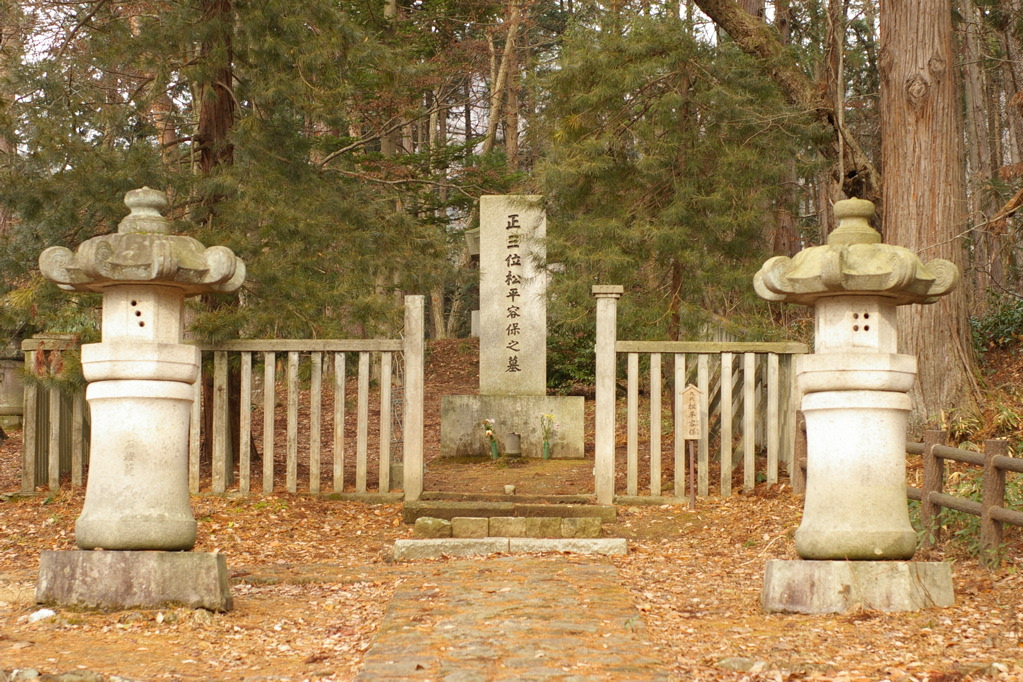
Sepulcro de Masane Reishin.

Fallece el 5 de diciembre de 1893, y es sepultado con los ritos Shinto, recibiendo el nombre póstumo Masane-reishin. Su heredero, Matsudaira Nobunori, fue adoptado por la familia Mito Tokugawa dejando la familia Aizu Matsudaira por lo que Matsudaira Kataharu se convierte en cabeza de la familia. Matsudaira Kataharu fue el hijo biológico mayor de Katamori, nacido de una de sus concubinas (Saku y Kiyo). El liderazgo de la familia pasa luego a Morio hermano de Kataharu, y luego a su hijo de Morio Matsudaira Morisada, quien es actualmente la cabeza del clan Aizu-Matsudaira.